# Shūichi Gonda
Shūichi Gonda (権田 修一?, Gonda Shūichi; Tokyo, 3 marzo 1989) è un calciatore giapponese, portiere del Debrecen. Con la nazionale giapponese si è laureato campione d'Asia nel 2011 e vicecampione d'Asia nel 2019.

## Biografia
Il padre Tetsuya e il fratello minore Takato sono giocatori di pallacanestro. È stata la madre a spronarlo a dedicarsi al calcio, che Gonda ha iniziato a praticare già a quattro anni. A soli cinque anni è entrato a far parte della Saginuma Soccer Club, una società calcistica dedicata ai giovani calciatori della zona di Kanagawa. Mostratosi sin da subito un buon portiere, ha attirato l'attenzione di vari club giapponesi, tra cui il Kawasaki Frontale, lo Yokohama F. Marinos, lo Shonan Bellmare e l'FC Tokyo. Nel 2001, dodicenne, ha scelto di vestire la maglia del club della capitale, l'FC Tokyo, entrando così nel suo settore giovanile, con cui si è aggiudicato nel 2003 il campionato giapponese Under-15. Entrato nella compagine Under-18 del club, si è poi iscritto alla Kokushikan Junior High School.
Sposato dal 2010, ha un figlio.

## Caratteristiche tecniche
Portiere reattivo sui tiri ravvicinati, riesce ad agire con rapidità sulle respinte ed è agile nella parata a tuffo sui tiri dalla lunga distanza. In alcune occasioni è stato capace di parare anche i calci di rigore. Come afferma Akira Fantini descrivendo le sue qualità atletiche, «ha un buon fisico, anche se non clamoroso, ma soprattutto una grande forza esplosiva».

## Carriera

### Club

#### FC Tokyo

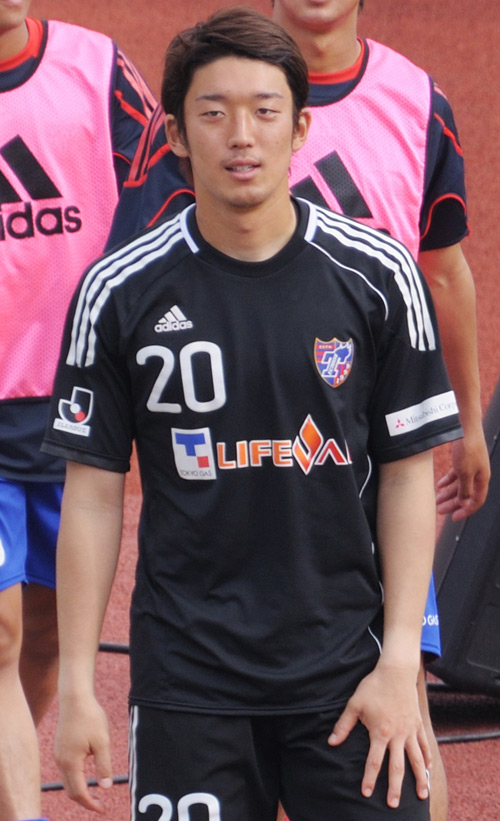
Gonda all'FC Tokyo nel 2010.

Il 7 marzo 2009 ha esordito nel calcio professionistico in una partita di J. League Division 1 giocata a Tokyo contro l'Albirex Niigata e chiusasi con la sconfitta per 4-1. A causa dell'infortunio di Hitoshi Shiota, vittima di un'ipertermia poi si è trasformatasi in appendicite, Gonda ha giocato tutte le partite della stagione 2009. A causa del protrarsi dell'assenza di Shiota e per meriti personali, essendosi dimostrato sempre più idoneo a ricoprire il ruolo di portiere, si afferma come il portiere titolare e il 3 novembre 2009 vince il suo primo trofeo, la Coppa J. League, battendo in finale per 2-0 il Kawasaki Frontale. Tale vittoria consente all'FC Tokyo di contendere la Coppa Suruga Bank alla Liga de Quito nella partita che si è conclusa per 2-2 e con la vittoria dei giapponesi per 4-3 ai tiri di rigore; nell'occasione Gonda ha parato il primo tiro dagli undici metri della squadra avversaria, calciato da Patricio Urrutia.
Nell'ultima giornata di J. League Division 1 2010, a causa della sconfitta contro Kyoto Sanga, la sua squadra è retrocessa dopo undici anni e per la seconda volta in J. League Division 2. Il ritorno nella massima divisione nipponica è stato immediato, grazie alla vittoria nella J. League Division 2 2011, in una stagione in cui Gonda e Shiota si sono contesi il posto di titolare, sebbene Gonda abbia giocato più partite rispetto a Shiota. Il 1º gennaio 2012 Gonda ha vinto la Coppa dell'Imperatore sconfiggendo in finale il Kyoto Sanga per 4-2.
Il 6 marzo 2012 ha debuttato in AFC Champions League nella partita contro il Brisbane Roar, vinta per 2-0 dalla squadra giapponese. Nella massima competizione continentale per club del 2012 la sua squadra è arrivata agli ottavi di finale.

#### SV Horn e Sagan Tosu

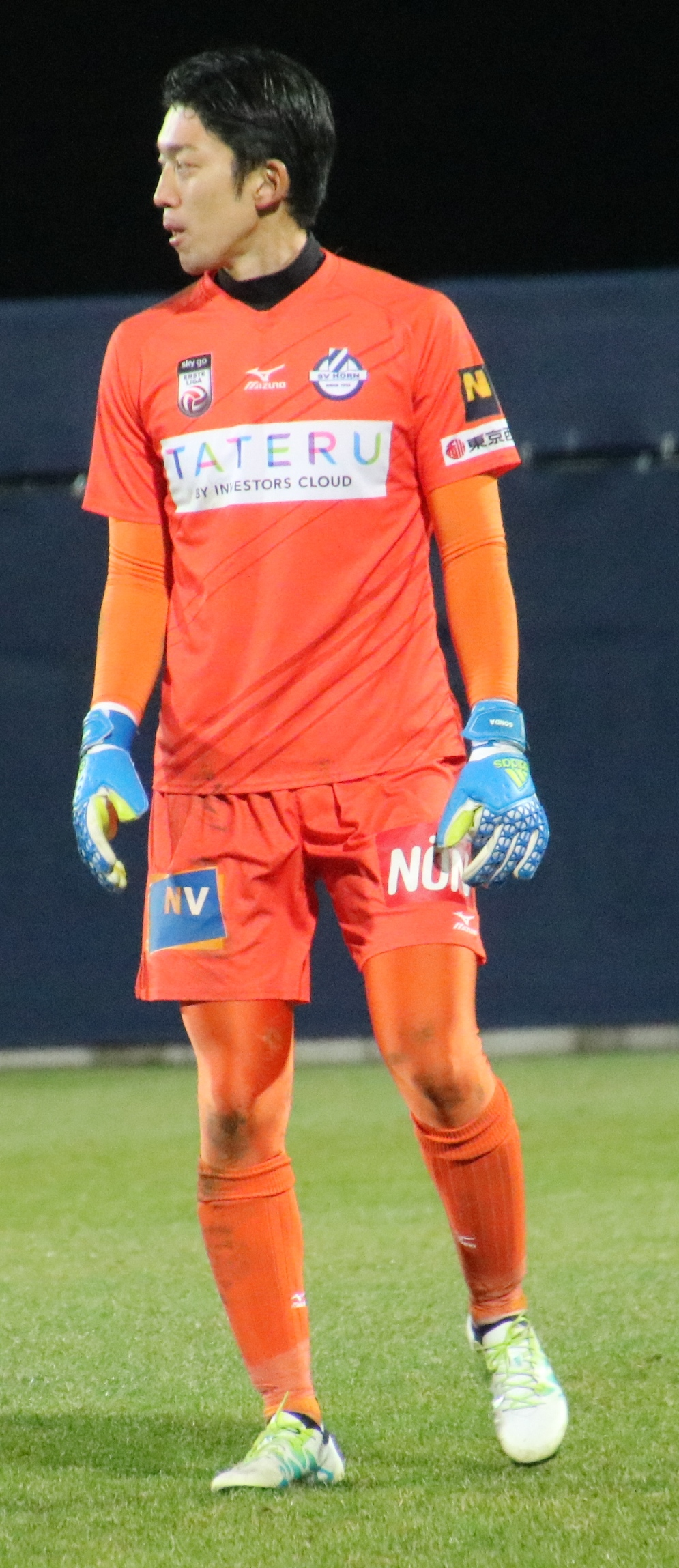
Gonda in campo con la maglia del SV Horn nel 2016.

Ceduto in prestito all'Horn, in Austria, nel 2016, ha vinto la Regionalliga, dove ha esordito il 4 marzo 2016 nella vittoria per 2-0 contro il Rapid Vienna II e ha giocato solo due partite per via di una frattura alla tibia. Il 19 agosto 2016 ha esordito in Erste Liga, la seconda divisione austriaca, contro il SC Wr. Neustadt, nella sconfitta casalinga per 0-1, e il 20 settembre seguente ha esordito in Coppa d'Austria in casa del SV Grödig, nella partita terminata 2-2 e persa per 4-2 dall'Horn ai rigori.
Tornato in Giappone nel 2017, ha giocato nella J1 League con la maglia del Sagan Tosu come portiere titolare. Ha esordito con il club il 25 febbraio, perdendo per 3-1 contro il Kashiwa Reysol. Anche nel 2018 ha vestito la maglia del Sagan Tosu.

#### Portimonense e Shimizu S-Pulse
Si è poi trasferito in Portogallo, al Portimonense, squadra della Primeira Liga, la massima divisione portoghese, in cui ha esordito il 17 maggio 2019, nella sconfitta esterna per 2-0 contro lo Sporting Braga. Nella stagione successiva hagiocato più partite, anche se per la maggior parte delle volte gli è stato preferito il portiere Ricardo Ferreira. 
A seguito delle modeste prestazioni fornite e a causa del poco spazio trovato in Portogallo, nel 2021 è tornato in Giappone, per giocare in massima serie con lo Shimizu S-Pulse. Nell'edizione 2022 del campionato ha indossato la fascia di capitano della squadra, piazzatasi diciassettesima e retrocessa in seconda divisione. Nella stagione 2023 è stato ancora capitano dello Shimizu S-Pulse, che ha fallito la promozione in massima serie allo spareggio contro il Tokyo Verdy, contro il quale Gonda non è sceso in campo, sostituito da Takuo Ōkubo. La squadra ha vinto l'edizione successiva del campionato cadetto giapponese, tornando così a giocare nella prima divisione.

#### Debrecen
Il 31 marzo 2025, due mesi dopo essersi svincolato dallo Shimizu S-Pulse, è stato ingaggiato dal Debrecen, squadra militante nella prima divisione ungherese, per sostituire l'infortunato Krisztián Hegyi.

### Nazionale

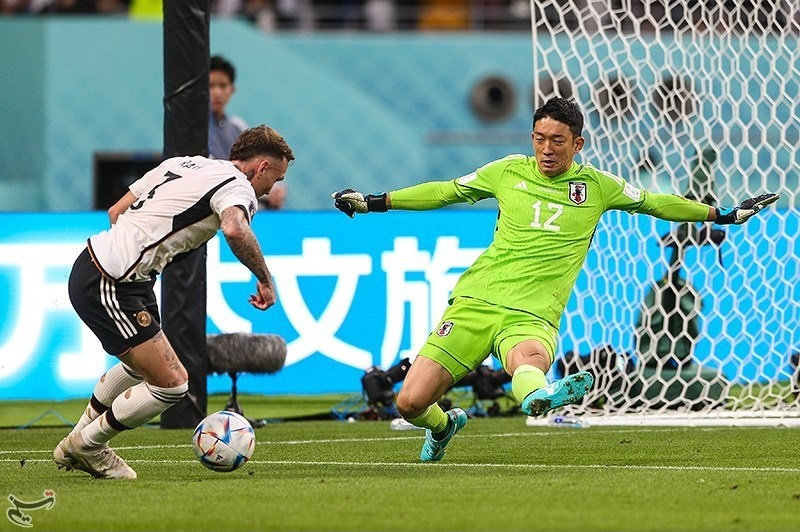
Gonda (a destra) in azione con la nazionale giapponese al

All'età di 20 anni è stato convocato per la prima volta in nazionale e il 6 gennaio 2010 ha giocato l'amichevole persa per 3-2 contro lo Yemen. Convocato per la Coppa d'Asia 2011, che il Giappone si è aggiudicato, nell'occasione non ha giocato nessuna partita, dato che il commissario tecnico Alberto Zaccheroni gli ha preferito Eiji Kawashima e Shusaku Nishikawa.
Convocato nella nazionale olimpica che ha partecipato all'Olimpiade di Londra 2012, ha giocato come titolare tutte le partite senza subire reti sino alla semifinale, che il Giappone ha perso per 3-1 contro il Messico, per poi perdere per 2-0 contro la Corea del Sud anche la finale di consolazione.
Per quasi un decennio ha ottenuto pochissimo spazio in nazionale maggiore, giocando pochissime partite. Nel 2013 ha vinto la Coppa dell'Asia orientale, dove ha giocato la partita vinta per 3-2 contro l'Australia. Nel 2015 ha giocato una sola partita in nazionale, l'amichevole vinta per 2-0 contro la Tunisia, mentre nel 2018 ha giocato solo due amichevoli, una vinta per 3-0 contro Panama e una vinta per 4-0 contro il Kirghizistan.
Divenuto portiere titolare della nazionale nel 2019, quell'anno ha goocato la Coppa d'Asia, dove ha disputato tutte le partite, tranne quella vinta per 2-1 contro l'Uzbekistan, in cui ha giocato Daniel Schmidt. Il Giappone si è classificato secondo nella competizione, perdendo per 3-1 la finale contro i padroni di casa del Qatar.
Impiegato in quasi tutte le partite di qualificazione al campionato del mondo 2022, è stato il portiere titolare anche nella rassegna disputatasi in Russia, dove è stato nominato uomo-partita nella gara vinta per 2-1 contro la Germania, nonostante il rigore subito da İlkay Gündoğan per via di un fallo commesso proprio dal portiere nipponico. Persa per 1-0 la partita contro la Costa Rica, Gonda si è riscattato nella partita successiva, in cui il Giappone ha ottenuto un'altra prestigiosa vittoria, per 2-1 contro la Spagna e in cui l'estremo difensore è stato elogiato per le sue buone parate.

## Statistiche

### Presenze e reti nei club
Statistiche aggiornate al 4 dicembre 2021.
| Stagione               | Club                   | Campionato             | Campionato | Campionato | Coppe nazionali | Coppe nazionali | Coppe nazionali | Coppe continentali | Coppe continentali | Coppe continentali | Supercoppe | Supercoppe | Supercoppe | Totale | Totale |
| Stagione               | Club                   | Comp                   | Pres       | Reti       | Comp            | Pres            | Reti            | Comp               | Pres               | Reti               | Comp       | Pres       | Reti       | Pres   | Reti   |
| ---------------------- | ---------------------- | ---------------------- | ---------- | ---------- | --------------- | --------------- | --------------- | ------------------ | ------------------ | ------------------ | ---------- | ---------- | ---------- | ------ | ------ |
| 2007                   | FC Tokyo               | J1                     | 0          | 0          | CdL+CI          | 0               | 0               | -                  | -                  | -                  | -          | -          | -          | 0      | 0      |
| 2008                   | FC Tokyo               | J1                     | 0          | 0          | CdL+CI          | 0               | 0               | -                  | -                  | -                  | -          | -          | -          | 0      | 0      |
| 2009                   | FC Tokyo               | J1                     | 34         | -39        | CdL+CI          | 10+1            | -9 + -3         | -                  | -                  | -                  | -          | -          | -          | 45     | -51    |
| 2010                   | FC Tokyo               | J1                     | 30         | -36        | CdL+CI          | 7+2             | -5 + -2         | -                  | -                  | -                  | -          | -          | -          | 39     | -43    |
| 2011                   | FC Tokyo               | J2                     | 20         | -14        | CI              | 5               | -3              | -                  | -                  | -                  | -          | -          | -          | 25     | -17    |
| 2012                   | FC Tokyo               | J1                     | 31         | -37        | -               | -               | -               | ACL                | 5                  | -6                 | SJ         | 0          | 0          | 36     | -43    |
| 2013                   | FC Tokyo               | J1                     | 33         | -47        | CdL+CI          | 2+0             | -1+0            | -                  | -                  | -                  | -          | -          | -          | 35     | -48    |
| 2014                   | FC Tokyo               | J1                     | 33         | -29        | CdL+CI          | 0+3             | 0 + -2          | -                  | -                  | -                  | -          | -          | -          | 36     | -31    |
| 2015                   | FC Tokyo               | J1                     | 22         | -24        | CdL             | 5               | -3              | -                  | -                  | -                  | -          | -          | -          | 27     | -27    |
| Totale FC Tokyo        | Totale FC Tokyo        | Totale FC Tokyo        | 203        | -226       |                 | 24+11           | -18 + -10       |                    | 5                  | -6                 |            | 0          | 0          | 243    | -260   |
| gen.-giu. 2016         | Horn                   | REG                    | 2          | -1         | -               | -               | -               | -                  | -                  | -                  | -          | -          | -          | 2      | -1     |
| 2016-dic.              | Horn                   | 2BL                    | 15         | -23        | CA              | 1               | -2              | -                  | -                  | -                  | -          | -          | -          | 16     | -25    |
| Totale Horn            | Totale Horn            | Totale Horn            | 17         | -24        |                 | 1               | -2              |                    | -                  | -                  |            | -          | -          | 18     | -26    |
| 2017                   | Sagan Tosu             | J1                     | 33         | -40        | CdL+CI          | 4+2             | -7 + -2         | -                  | -                  | -                  | -          | -          | -          | 39     | -49    |
| 2018                   | Sagan Tosu             | J1                     | 34         | -34        | CdL+CI          | 3+4             | -6 + -3         | -                  | -                  | -                  | -          | -          | -          | 41     | -43    |
| Totale Sagan Tosu      | Totale Sagan Tosu      | Totale Sagan Tosu      | 67         | -74        |                 | 7+6             | -13 + -5        |                    | -                  | -                  |            | -          | -          | 80     | -92    |
| gen.-giu. 2019         | Portimonense           | PL                     | 1          | -2         | -               | -               | -               | -                  | -                  | -                  | -          | -          | -          | 1      | -2     |
| 2019-2020              | Portimonense           | PL                     | 14         | -18        | CP+CdL          | 1+3             | 0 + -6          | -                  | -                  | -                  | -          | -          | -          | 18     | -24    |
| 2020-dic.              | Portimonense           | PL                     | 0          | 0          | -               | -               | -               | -                  | -                  | -                  | -          | -          | -          | 0      | 0      |
| Totale Portimonense    | Totale Portimonense    | Totale Portimonense    | 15         | -20        |                 | 1+3             | 0 + -6          |                    | -                  | -                  |            | -          | -          | 19     | -26    |
| 2021                   | Shimizu S-Pulse        | J1                     | 38         | -54        | CdL+CI          | 0               | 0               | -                  | -                  | -                  | -          | -          | -          | 38     | -54    |
| 2022                   | Shimizu S-Pulse        | J1                     | 0          | 0          | CdL+CI          | 0               | 0               | -                  | -                  | -                  | -          | -          | -          | 0      | 0      |
| Totale Shimizu S-Pulse | Totale Shimizu S-Pulse | Totale Shimizu S-Pulse | 38         | -54        |                 | 0+0             | 0+0             |                    | -                  | -                  |            | -          | -          | 38     | -54    |
| Totale carriera        | Totale carriera        | Totale carriera        | 340        | -398       |                 | 53              | -54             |                    | 5                  | -6                 |            | 0          | 0          | 398    | -458   |

### Cronologia presenze e reti in nazionale
| Cronologia completa delle presenze e delle reti in nazionale ― Giappone | Cronologia completa delle presenze e delle reti in nazionale ― Giappone | Cronologia completa delle presenze e delle reti in nazionale ― Giappone | Cronologia completa delle presenze e delle reti in nazionale ― Giappone | Cronologia completa delle presenze e delle reti in nazionale ― Giappone | Cronologia completa delle presenze e delle reti in nazionale ― Giappone | Cronologia completa delle presenze e delle reti in nazionale ― Giappone | Cronologia completa delle presenze e delle reti in nazionale ― Giappone |
| Data                                                                    | Città                                                                   | In casa                                                                 | Risultato                                                               | Ospiti                                                                  | Competizione                                                            | Reti                                                                    | Note                                                                    |
| ----------------------------------------------------------------------- | ----------------------------------------------------------------------- | ----------------------------------------------------------------------- | ----------------------------------------------------------------------- | ----------------------------------------------------------------------- | ----------------------------------------------------------------------- | ----------------------------------------------------------------------- | ----------------------------------------------------------------------- |
| 6-1-2010                                                                | Sana'a                                                                  | Yemen                                                                   | 2 – 3                                                                   | Giappone                                                                | Qual. Coppa d'Asia 2011                                                 | -2                                                                      |                                                                         |
| 25-7-2013                                                               | Hwaseong                                                                | Giappone                                                                | 3 – 2                                                                   | Australia                                                               | Coppa dell'Asia orientale 2013                                          | -2                                                                      |                                                                         |
| 27-3-2015                                                               | Oita                                                                    | Giappone                                                                | 2 – 0                                                                   | Tunisia                                                                 | Amichevole                                                              | -                                                                       |                                                                         |
| 12-10-2018                                                              | Niigata                                                                 | Giappone                                                                | 3 – 0                                                                   | Panama                                                                  | Amichevole                                                              | -                                                                       |                                                                         |
| 20-11-2018                                                              | Toyota                                                                  | Giappone                                                                | 4 – 0                                                                   | Kirghizistan                                                            | Amichevole                                                              | -                                                                       |                                                                         |
| 9-1-2019                                                                | Abu Dhabi                                                               | Giappone                                                                | 3 – 2                                                                   | Turkmenistan                                                            | Coppa d'Asia 2019 - 1º turno                                            | -2                                                                      | 78’                                                                     |
| 13-1-2019                                                               | Abu Dhabi                                                               | Oman                                                                    | 0 – 1                                                                   | Giappone                                                                | Coppa d'Asia 2019 - 1º turno                                            | -                                                                       |                                                                         |
| 21-1-2019                                                               | Sharjah                                                                 | Giappone                                                                | 1 – 0                                                                   | Arabia Saudita                                                          | Coppa d'Asia 2019 - Ottavi di finale                                    | -                                                                       |                                                                         |
| 24-1-2019                                                               | Dubai                                                                   | Vietnam                                                                 | 0 – 1                                                                   | Giappone                                                                | Coppa d'Asia 2019 - Quarti di finale                                    | -                                                                       |                                                                         |
| 28-1-2019                                                               | al-'Ayn                                                                 | Iran                                                                    | 0 – 3                                                                   | Giappone                                                                | Coppa d'Asia 2019 - Semifinale                                          | -                                                                       |                                                                         |
| 1-2-2019                                                                | Abu Dhabi                                                               | Giappone                                                                | 1 – 3                                                                   | Qatar                                                                   | Coppa d'Asia 2019 - Finale                                              | -3                                                                      |                                                                         |
| 5-9-2019                                                                | Kashima                                                                 | Giappone                                                                | 2 – 0                                                                   | Paraguay                                                                | Amichevole                                                              | -                                                                       |                                                                         |
| 10-9-2019                                                               | Yangon                                                                  | Birmania                                                                | 0 – 2                                                                   | Giappone                                                                | Qual. Mondiali 2022                                                     | -                                                                       |                                                                         |
| 10-10-2019                                                              | Saitama                                                                 | Giappone                                                                | 6 – 0                                                                   | Mongolia                                                                | Qual. Mondiali 2022                                                     | -                                                                       |                                                                         |
| 15-10-2019                                                              | Dushanbe                                                                | Tagikistan                                                              | 0 – 3                                                                   | Giappone                                                                | Qual. Mondiali 2022                                                     | -                                                                       |                                                                         |
| 14-11-2019                                                              | Biškek                                                                  | Kirghizistan                                                            | 0 – 2                                                                   | Giappone                                                                | Qual. Mondiali 2022                                                     | -                                                                       |                                                                         |
| 09-10-2020                                                              | Utrecht                                                                 | Giappone                                                                | 0 – 0                                                                   | Camerun                                                                 | Amichevole                                                              | -                                                                       |                                                                         |
| 12-11-2020                                                              | Graz                                                                    | Giappone                                                                | 1 – 0                                                                   | Panama                                                                  | Amichevole                                                              | -                                                                       |                                                                         |
| 25-3-2021                                                               | Yokohama                                                                | Giappone                                                                | 3 – 0                                                                   | Corea del Sud                                                           | Amichevole                                                              | -                                                                       |                                                                         |
| 30-3-2021                                                               | Chiba                                                                   | Mongolia                                                                | 0 – 14                                                                  | Giappone                                                                | Qual. Mondiali 2022                                                     | -                                                                       |                                                                         |
| 7-6-2021                                                                | Suita                                                                   | Giappone                                                                | 4 – 1                                                                   | Tagikistan                                                              | Qual. Mondiali 2022                                                     | -1                                                                      |                                                                         |
| 11-6-2021                                                               | Kobe                                                                    | Giappone                                                                | 1 – 0                                                                   | Serbia                                                                  | Amichevole                                                              | -                                                                       |                                                                         |
| 2-9-2021                                                                | Suita                                                                   | Giappone                                                                | 0 – 1                                                                   | Oman                                                                    | Qual. Mondiali 2022                                                     | -1                                                                      |                                                                         |
| 7-9-2021                                                                | Doha                                                                    | Cina                                                                    | 0 – 1                                                                   | Giappone                                                                | Qual. Mondiali 2022                                                     | -                                                                       |                                                                         |
| 7-10-2021                                                               | Jeddah                                                                  | Arabia Saudita                                                          | 1 – 0                                                                   | Giappone                                                                | Qual. Mondiali 2022                                                     | -1                                                                      |                                                                         |
| 12-10-2021                                                              | Saitama                                                                 | Giappone                                                                | 2 – 1                                                                   | Australia                                                               | Qual. Mondiali 2022                                                     | -1                                                                      |                                                                         |
| 11-11-2021                                                              | Hanoi                                                                   | Vietnam                                                                 | 0 – 1                                                                   | Giappone                                                                | Qual. Mondiali 2022                                                     | -                                                                       |                                                                         |
| 16-11-2021                                                              | Mascate                                                                 | Oman                                                                    | 0 – 1                                                                   | Giappone                                                                | Qual. Mondiali 2022                                                     | -                                                                       |                                                                         |
| 27-1-2022                                                               | Saitama                                                                 | Giappone                                                                | 2 – 0                                                                   | Cina                                                                    | Qual. Mondiali 2022                                                     | -                                                                       |                                                                         |
| 1-2-2022                                                                | Saitama                                                                 | Giappone                                                                | 2 – 0                                                                   | Arabia Saudita                                                          | Qual. Mondiali 2022                                                     | -                                                                       |                                                                         |
| 24-3-2022                                                               | Sydney                                                                  | Australia                                                               | 0 – 2                                                                   | Giappone                                                                | Qual. Mondiali 2022                                                     | -                                                                       |                                                                         |
| 6-6-2022                                                                | Tokyo                                                                   | Giappone                                                                | 0 – 1                                                                   | Brasile                                                                 | Amichevole                                                              | -1                                                                      |                                                                         |
| 23-9-2022                                                               | Düsseldorf                                                              | Giappone                                                                | 2 – 0                                                                   | Stati Uniti                                                             | Amichevole                                                              | -                                                                       | 46’                                                                     |
| 17-11-2022                                                              | Dubai                                                                   | Giappone                                                                | 1 – 2                                                                   | Canada                                                                  | Amichevole                                                              | -2                                                                      |                                                                         |
| 23-11-2022                                                              | Al Rayyan                                                               | Germania                                                                | 1 – 2                                                                   | Giappone                                                                | Mondiali 2022 - 1º turno                                                | -1                                                                      |                                                                         |
| 27-11-2022                                                              | Al Rayyan                                                               | Giappone                                                                | 0 – 1                                                                   | Costa Rica                                                              | Mondiali 2022 - 1º turno                                                | -1                                                                      |                                                                         |
| 1-12-2022                                                               | Al Rayyan                                                               | Giappone                                                                | 2 – 1                                                                   | Spagna                                                                  | Mondiali 2022 - 1º turno                                                | -1                                                                      |                                                                         |
| 5-12-2022                                                               | Al Wakrah                                                               | Giappone                                                                | 1 – 1 dts (1 – 3 dtr)                                                   | Croazia                                                                 | Mondiali 2022 - Ottavi di finale                                        | -1                                                                      |                                                                         |
| Totale                                                                  |                                                                         | Presenze                                                                | 38                                                                      |                                                                         | Reti                                                                    | -20                                                                     |                                                                         |

| Cronologia completa delle presenze e delle reti in nazionale ― Giappone Olimpica | Cronologia completa delle presenze e delle reti in nazionale ― Giappone Olimpica | Cronologia completa delle presenze e delle reti in nazionale ― Giappone Olimpica | Cronologia completa delle presenze e delle reti in nazionale ― Giappone Olimpica | Cronologia completa delle presenze e delle reti in nazionale ― Giappone Olimpica | Cronologia completa delle presenze e delle reti in nazionale ― Giappone Olimpica | Cronologia completa delle presenze e delle reti in nazionale ― Giappone Olimpica | Cronologia completa delle presenze e delle reti in nazionale ― Giappone Olimpica |
| Data                                                                             | Città                                                                            | In casa                                                                          | Risultato                                                                        | Ospiti                                                                           | Competizione                                                                     | Reti                                                                             | Note                                                                             |
| -------------------------------------------------------------------------------- | -------------------------------------------------------------------------------- | -------------------------------------------------------------------------------- | -------------------------------------------------------------------------------- | -------------------------------------------------------------------------------- | -------------------------------------------------------------------------------- | -------------------------------------------------------------------------------- | -------------------------------------------------------------------------------- |
| 26-7-2012                                                                        | Glasgow                                                                          | Spagna                                                                           | 0 – 1                                                                            | Giappone                                                                         | Olimpiadi 2012 - 1º turno                                                        | -                                                                                |                                                                                  |
| 29-7-2012                                                                        | Newcastle                                                                        | Giappone                                                                         | 1 – 0                                                                            | Marocco                                                                          | Olimpiadi 2012 - 1º turno                                                        | -                                                                                |                                                                                  |
| 1-8-2012                                                                         | Coventry                                                                         | Giappone                                                                         | 0 – 0                                                                            | Honduras                                                                         | Olimpiadi 2012 - 1º turno                                                        | -                                                                                |                                                                                  |
| 4-8-2012                                                                         | Manchester                                                                       | Giappone                                                                         | 3 – 0                                                                            | Egitto                                                                           | Olimpiadi 2012 - Quarti di finale                                                | -                                                                                |                                                                                  |
| 7-8-2012                                                                         | Londra                                                                           | Messico                                                                          | 3 – 1                                                                            | Giappone                                                                         | Olimpiadi 2012 - Semifinale                                                      | -3                                                                               |                                                                                  |
| 10-8-2012                                                                        | Cardiff                                                                          | Corea del Sud                                                                    | 2 – 0                                                                            | Giappone                                                                         | Olimpiadi 2012 - Finale 3º posto                                                 | -2                                                                               |                                                                                  |
| Totale                                                                           |                                                                                  | Presenze                                                                         | 6                                                                                |                                                                                  | Reti                                                                             | -5                                                                               |                                                                                  |

## Palmarès

### Club

#### Competizioni nazionali
- Coppa J. League: 1

FC Tokyo: 2009
- J2 League: 2

FC Tokyo: 2011
Shimizu S-Pulse: 2024
- Coppa dell'Imperatore: 1

FC Tokyo: 2011

#### Competizioni internazionali
- Coppa Suruga Bank: 1

FC Tokyo: 2010

### Nazionale
- Coppa d'Asia: 1

2011
- Coppa dell'Asia orientale: 1

2013

### Individuale
- All-Star Team della Coppa d'Asia: 2019
- Squadra della J2 League: 1

2023